# One Hour with You
One Hour with You és una pel·lícula de cinema d'Ernst Lubitsch i George Cukor dirigida el 1932.

## Argument
El Dr. André Bertier (Maurice Chevalier) viu en parella feliç amb Colette (Jeanette Macdonald). Però el seu matrimoni s'espatllarà per l'arribada de la millor amiga de Colette, Mitzi Olivier (Genevieve Tobin) que s'esforçarà a ser estimada per André, fent creure en Colette que aquest és enamorat d'una certa Martel (Josephine Dunn). Colette, en el moment d'un ball veu moltes vegades el seu marit en companyia d'aquesta Martel i sospita que l'enganya. Certament, André l'enganya però amb Mitzi. El marit d'aquesta, el professor Olivier (Roland Young) s'assabenta de la història via els seus detectius i decideix divorciar-se posant el doctor Berthier com a testimoni, cosa que el forçaria a reconèixer la seva infidelitat públicament. Pel seu costat, Colette intenta consolar-se acceptant la declaració amorosa d'un dels seus amics, Adolph (Charles Ruggles). Finalment, l'element pertorbador Mitzi se'n va a Lausanne, André i Colette reprenen la seva vida tranquil·la i amorosa.

## Repartiment
- Maurice Chevalier: Doctor André Bertier
- Jeanette MacDonald: Colette Bertier
- Genevieve Tobin: Mitzi Olivier
- Charles Ruggles: Adolph
- Roland Young: Prof. Olivier
- Josephine Dunn: la petita Martel